# Slovenské Pravno
Slovenské Pravno (allemand : Windischproben, hongrois : Tótpróna) est un village de Slovaquie situé dans la région de Žilina.

## Histoire
La première mention écrite du village date de 1113.

## Démographie

### Évolution de la population
| Année:               | 1994. | 2004.   | 2014.   | 2024.   |
| -------------------- | ----- | ------- | ------- | ------- |
| Nombre de personnes: | 957   | 952     | 940     | 878     |
| Différence:          |       | -0,52 % | -1,26 % | -6,59 % |

| Année:               | 2023. | 2024.   |
| -------------------- | ----- | ------- |
| Nombre de personnes: | 887   | 878     |
| Différence:          |       | -1,01 % |